# Montfiquet
Montfiquet é uma comuna francesa na região administrativa da Normandia, no departamento de Calvados. Estende-se por uma área de 19,54 km². Em 2010 a comuna tinha 102 habitantes (densidade: 5,2 hab./km²).